# Mason Guccione
Mason Guccione (* 17. August 1995 in Tomball, Texas) ist ein US-amerikanischer Schauspieler.

## Leben
Guccione wurde am 17. August 1995 im texanischen Tomball geboren. 2015 debütierte er im Tierhorrorfilm Night of the Wild – Die Nacht der Bestien in der Rolle des Casey als Filmschauspieler. Es folgten in den nächsten Jahren Episodenrollen in den Fernsehserien Scream und Nashville sowie Rollenbesetzungen in den Filmproduktionen The Neighbor – Das Grauen wartet nebenan, Heart, Baby, Jumanji: Willkommen im Dschungel und Night School. Von 2018 bis 2020 verkörperte er in insgesamt 13 Episoden der Fernsehserie Tote Mädchen lügen nicht die Rolle des Toby Fletcher. 2020 stellte er im Film Capone die Rolle des Tony und im Film Denk wie ein Hund die Rolle des Rodney dar. 2021 folgte eine Besetzung als eine der Hauptdarsteller im Kurzfilm Teenage Fever, der am 4. November 2021 auf dem American Black Film Festival gezeigt wurde.

## Filmografie (Auswahl)
- 2015: Night of the Wild – Die Nacht der Bestien (Night of the Wild, Fernsehfilm)
- 2016: Scream (Fernsehserie, Episode 2x01)
- 2016: The Neighbor – Das Grauen wartet nebenan (The Neighbor)
- 2017: Nashville (Fernsehserie, Episode 5x18)
- 2017: Heart, Baby
- 2017: Jumanji: Willkommen im Dschungel (Jumanji: Welcome to the Jungle)
- 2018: Night School
- 2018–2020: Tote Mädchen lügen nicht (13 Reasons Why, Fernsehserie, 12 Episoden)
- 2020: Capone
- 2020: Denk wie ein Hund (Think Like a Dog)
- 2021: Teenage Fever (Kurzfilm)